# Ian Stewart (automobilista)
Ian Macpherson Stewart (15 de julho de 1929 – 19 de março de 2017) foi um automobilista britânico nascido na Escócia que participou apenas do Grande Prêmio da Grã-Bretanha de 1953 de Fórmula 1.
O sobrenome do piloto não tem relação com os irmãos Jimmy e Jackie Stewart.

## Fórmula 1[3]
(Legenda)
| Ano  | Equipe        | Chassis     | Motor          | 1   | 2   | 3   | 4   | 5   | 6         | 7   | 8   | 9   | Pontos | Posição |
| ---- | ------------- | ----------- | -------------- | --- | --- | --- | --- | --- | --------- | --- | --- | --- | ------ | ------- |
| 1953 | Ecurie Ecosse | Connaught A | Lea Francis L4 | ARG | 500 | HOL | BEL | FRA | GBR Ret D | ALE | SUI | ITA | 0      | NC      |

### 24 Horas de Le Mans[4]
| Ano  | Equipe           | Nº | Co-Pilotos      | Chassi         | Pneus | Classe | Voltas | Posição | Posição Na Categoria |
| Ano  | Equipe           | Nº | Co-Pilotos      | Motor          | Pneus | Classe | Voltas | Posição | Posição Na Categoria |
| ---- | ---------------- | -- | --------------- | -------------- | ----- | ------ | ------ | ------- | -------------------- |
| 1952 | Jaguar Ltd.      | 19 | Peter Whitehead | Jaguar C-Type  | D     | S 5.0  | 18     | DNF     | DNF                  |
| 1952 | Jaguar Ltd.      | 19 | Peter Whitehead | Jaguar 3.5L I6 | D     | S 5.0  | 18     | DNF     | DNF                  |
| 1953 | Jaguar Cars Ltd. | 19 | Peter Whitehead | Jaguar C-Type  | D     | S 5.0  | 297    | 4º      | 3º                   |
| 1953 | Jaguar Cars Ltd. | 19 | Peter Whitehead | Jaguar 3.4L I6 | D     | S 5.0  | 297    | 4º      | 3º                   |